# Inteligência competitiva de mercado
A Inteligência de Mercado é a capacidade de Resolver Problemas de relacionamento entre a instituição e o seu público. Na esfera pública é também conhecida como Serviço de Inteligência ou Serviço Secreto. No setor privado é o também conhecida como Inteligência Competitiva. E funciona como elo de integração entre Marketing, Vendas e Serviços, através do Mapeamento contínuo de Mercado, identificando oportunidades, ameaças e necessidades para novas abordagens. Dentre as empresas de inteligência de mercado  do mundo se destacam a KPMG, McKinsey, Ben Company, Serinews, Kroll, Control Risks, Montax, Serasa Experian, Equifax, Serinews e Dun & Bradstreet, S.B.I.P.
.